# Linia kolejowa Bleicherode – Herzberg
Linia kolejowa Bleicherode – Herzberg – dawna, jednotorowa linia kolejowa w Niemczech, w kraju związkowym Dolna Saksonia i Turyngia. Łączyła linię kolejową Halle-Hann. Münden w Bleicherode z Südharzstrecke w Herzberg am Harz.